# آلفردو ناوارته
آلفردو ناوارته (اسپانیایی: Alfredo Navarrete‎؛ زادهٔ ۳۱ مارس ۱۹۵۵) بازیکن فوتبال اهل مکزیک بود.
وی همچنین در تیم ملی فوتبال مکزیک بازی کرده‌است.